# Christina Voormann
Christina Voormann (geborene Schwalb; * 13. Februar 1951 in München) ist eine deutsche Sängerin und Sachbuchautorin. Als Sängerin war sie unter den Namen Christina May und ihrem früheren Ehenamen Christina Harrison bekannt. 

## Leben

### Musikalische Karriere
Voormann wurde unter dem Namen Christina May als Sängerin bekannt und veröffentlichte 1969 ihre ersten beiden Singles.
1971 ersetzte sie bei der Band Love Generation, die 1969 aus den Cornely Singers hervorgegangen war, die Sängerin Linda Uebelherr, die 1973 zu den Les Humphries Singers wechselte. Mit Love Generation war sie unter anderem in der Silvestersendung der ZDF-Show Von uns für Sie zum Jahreswechsel 1971/1972 zu sehen. Die Formation veröffentlichte mehrere Alben und Singles mit ihr.
Nach ihrer Heirat mit dem Musiker Martin Harrison brachte sie von 1975 bis 1978 als Solo-Interpretin unter dem Namen Christina Harrison weitere Singles heraus. Mit ihrer deutschsprachigen Version des ABBA-Erfolgstitels S.O.S. trat sie am 22. November 1975 in Dieter Thomas Hecks ZDF-Hitparade auf. Ihre Version war damals im deutschen Hörfunk sehr präsent.
Mit ihren Bandkolleginnen Gitta Walther und Lucy Neale sowie mit Dagmar Hellberg gründete sie 1979 das Quartett The Hornettes. Mit dem Titel Mannequin nahm die Band 1981 an der deutschen Vorentscheidung zum Eurovision Song Contest teil und platzierte ihn für zwölf Wochen in den deutschen Musikcharts. Mit Waikiki Tamouré konnten sie sich im gleichen Jahr abermals sechs Wochen lang in den Charts halten. 1983 nahm das Quartett mit Hello, Mr. Radio an der österreichischen Vorentscheidung zum Eurovision Song Contest teil und erreichte den dritten Platz. Christina Voormann verließ die Formation 1985.

### Weiterer Werdegang
Mit dem Besuch einer Berufsfachschule bildete sich Christina Voormann in Massage und Kosmetik aus und absolvierte Ayurveda-Lehrgänge. 1995 gründete sie in München ein Ayurveda-Zentrum. In der Frauenklinik des Rotkreuzklinikums München führte sie ayurvedische Wöchnerinnenmassagen durch.
1998 veröffentlichte sie mit dem in Deutschland ansässigen Ayurveda-Arzt Govin Dandekar erstmals das Buch Babymassage, das in mehreren erweiterten Auflagen herausgegeben und in acht Sprachen übersetzt wurde.
Für mehrere Monate lebte sie in einem Reservat der Lakota und engagiert sich seitdem für die Rechte der Lakota-Indianer, besucht regelmäßig die Pine Ridge Reservation und ist Vorsitzende des Vereins „Lakota Village“, der die Lakota darin unterstützt, sich aus ihrer Armut zu befreien.

### Privates
Nach ihrer Scheidung heiratete sie 1990 Klaus Voormann. Das Paar lebt am Starnberger See und hat zwei erwachsene Kinder.

## Publikationen

### Diskografie
(Hier nur Solo-Veröffentlichungen)
Singles
- 1969: Die letzten Sterne (als Christine May; Good Morning Starshine) / Und die Welt dreht sich im Kreis (CBS)[1]
- 1969: Palmenstrand / Lauter Liebe (als Christine May; CBS)[1]
- 1975: S.O.S. (OT: SOS (ABBA)) / Ich zähl' die Schritte (als Christine Harrison; Telefunken)[15]
- 1976: Lass mir meine sinnlosen Träume (OT: Sagapo) / Man lobt nicht den Tag vor dem Abend (als Christine Harrison; Telefunken)[16]
- 1977: Das Bier und die Liebe (OT: One to drink many) / Wenn du glaubst, du hast mich in der Tasche (als Christine Harrison; Telefunken)[17]
- 1977: Wie ein Vogel möcht’ ich dir entgegen fliegen / Sailorboy (als Christine Harrison; Telefunken)[18]
- 1978: Nur ein Wort / Cowboy (als Christine Harrison; Telefunken)[19]
- 1978: Ein leeres Zimmer (OT: Down by the Water) / Einmal ist keinmal (als Christine Harrison; Telefunken)[20]

Kompilationen
- 1976: S.O.S. auf Die Super Hitparade '76 (Telefunken)[21]
- 1976: Lass mir meine sinnlosen Träume auf Fernando and Other Great Hits 1976 (Telefunken)[22]

### Schriften
- Babymassage (mit Govin Dandekar), Gräfe und Unzer, München, erste Auflage 1998, ISBN 3-7742-3781-6 (=GU Ratgeber Kinder), Vorschau bei Google Books. Weitere Auflagen: 2004, 2006, 2009. Übersetzungen in Französisch (2002, 2010), Polnisch (2010), Spanisch (2003), Italienisch (2003), Portugiesisch (2006), Ungarisch (1999), Russisch (2005), Chinesisch (2004)

### Film
- Voormann & Friends - a Sideman’s Journey, D 2009, Regie: Christina Voormann sowie Uwe Bendixen und Peter König, Dokumentarfilm, Erstaufführung Fünf Seen Filmfestival 2009[23][24]